# The Mortgaged Wife
The Mortgaged Wife è un film muto del 1918 diretto da Allen Holubar.

## Trama
Gloria Carter, dopo che suo marito Ralph ha sottratto 50.000 dollari alla banca dove lavora, è costretta a ricorrere a Jerome Harris, il ricco banchiere che è da sempre innamorato di lei. Lui si dichiara disposto a ritirare le accuse contro il marito se lei accetterà di offrirsi come garante del "prestito". Gloria si trasferisce a casa di Harris; quando lui le fa delle avances, lei le rifiuta e Jerome si ritira in buon ordine.
Non passa molto tempo prima che Ralph venga a chiedere del denaro alla moglie. Quando lei glielo rifiuta, lui reagisce rabbiosamente tanto da indurre Jerome a intervenire per buttarlo fuori di casa.
Il banchiere, intanto, è vittima di Meyer, il suo segretario, che è in combutta con una spia. Gli intrighi del segretario portano Harris sull'orlo della rovina, muovendo Gloria a impietosirsi della sorte avversa che si sta abbattendo sull'uomo che ha cominciato ad amare. Jerome, resosi conto della doppiezza di Meyer, lo affronta: mentre i due lottano, nella stanza entra Ralph che rimane ucciso. Meyer viene arrestato e Gloria, rimasta vedova, può cominciare una nuova vita accanto a Jerome.

## Produzione
Il film fu prodotto dall'Universal Film Manufacturing Company.

## Distribuzione
Distribuito dall'Universal Film Manufacturing Company, il film uscì nelle sale cinematografiche statunitensi il 3 agosto 1918 dopo essere stato presentato in prima a New York il 2 giugno 1918. In Portogallo, il film fu distribuito il 7 novembre 1921 con il titolo Espigas de Oiro.
Non si conoscono copie ancora esistenti della pellicola che viene considerata presumibilmente perduta.